# 郭造卿
郭造卿（1532年—1593年），字建初，号海岳，明朝福州福清县化南里人（今福清市人）。
郭萬程之子。郭遇卿之弟。少年即有名氣，曾游学吴越。隆慶元年（1567年）戚继光被北调上镇守蓟门，曾邀造卿同行，造卿因好友徐中行病重，不忍遠行。後在蓟门都督戚继光幕下，萬曆八年在薊鎮築「蓮心館」供造卿住宿。期間撰有《燕史》。晚年居家。万历二十一年（1593年）六月，去世，年六十二。另著有《永平志》、《卢龙塞略》和《玉融古史》诸书。有子郭應寵。